# Флюїдальна текстура

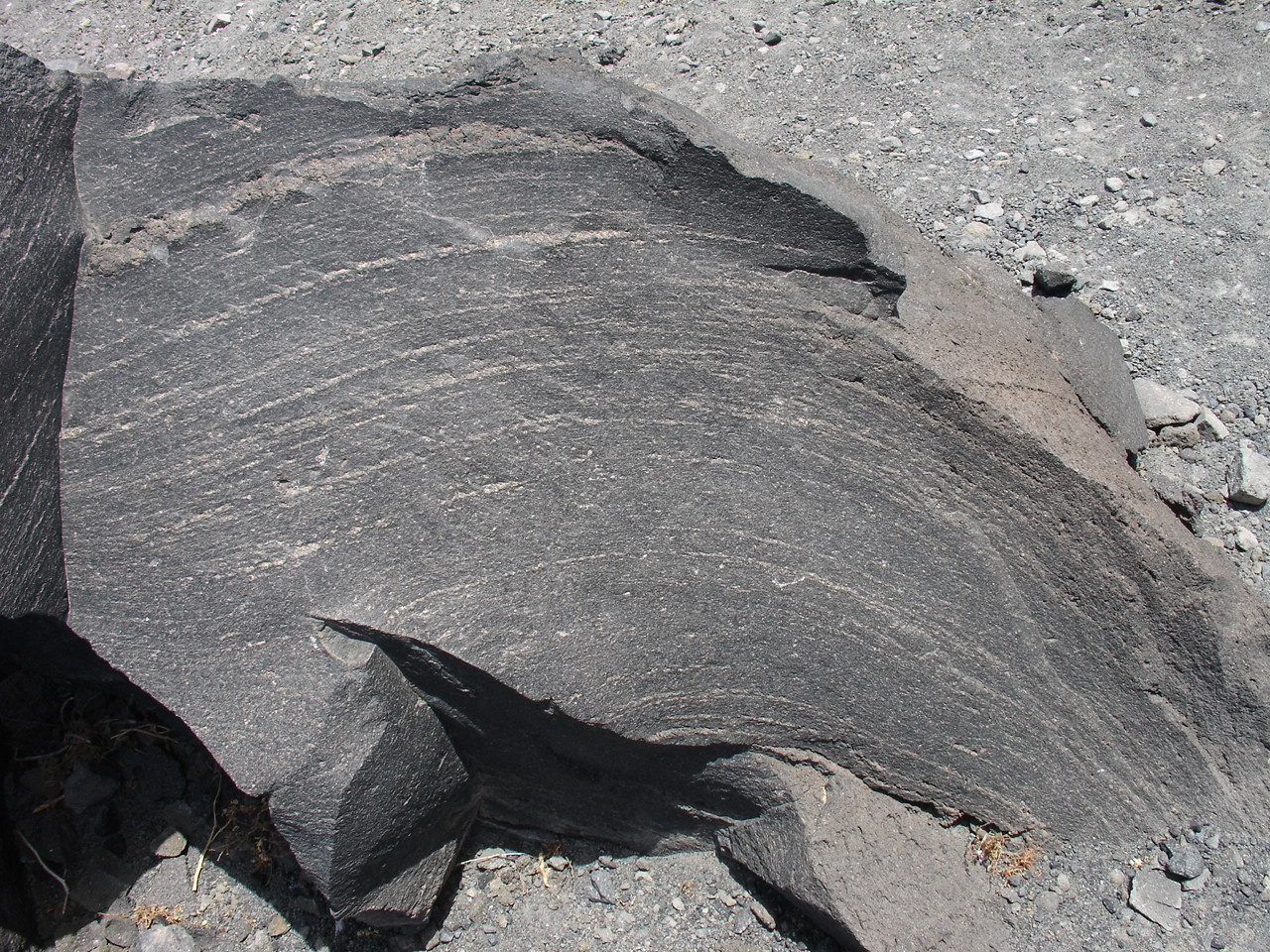
Смугаста (смужкувата) магматична гірська порода (Греція). Простежуються потоки лави.

Флюїдальна текстура (рос. флюидальная текстура, англ. flow structure, fluxion structure; нім. Fluidaltextur f) – різновид текстури гірських порід. Характеризується схожим на потік, смужкуватим розташуванням мінералів, вулканічного скла та уламків порід, зокрема вапнякових які розрізняються за складом або структурою.